# Louis-Michel Thibault
Pour les articles homonymes, voir Thibault.
Louis-Michel Thibault (28 septembre 1750 - 15 novembre 1815) est un architecte et un ingénieur français, émigré en Afrique du Sud. 

## Biographie
Né à Picquigny (Picardie) en 1750, Louis-Michel Thibault, élève-architecte de Ange-Jacques Gabriel à l'académie d'architecture de Paris, débarqua dans la colonie du Cap en janvier 1783 avec le régiment suisse du colonel Charles-Daniel de Meuron au service de la compagnie néerlandaise des Indes orientales. Thibault était alors ingénieur du régiment lequel rembarqua pour Ceylan afin de venir en aide à l'amiral Pierre André de Suffren. 
En 1785, de retour en garnison au Cap, Thibault est nommé par la compagnie, inspecteur des bâtiments de la colonie du Cap.

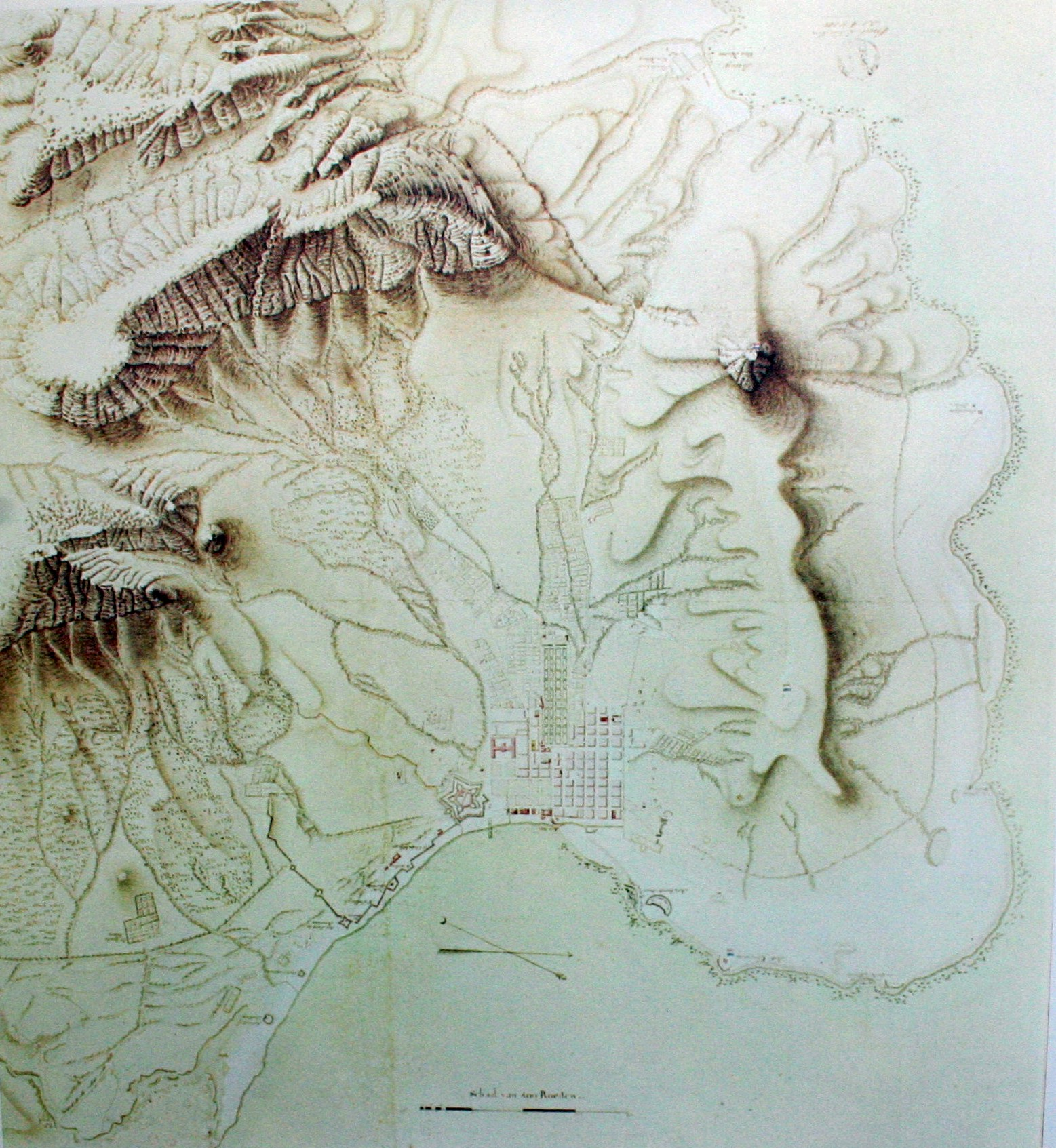
Le Cap et ses environs 1791Carte par ThibaultDelft Archives

En 1786, il dirige l'école des cadets de la colonie. Il y enseigne notamment les mathématiques et l'art militaire. De 1786 à 1790, Thibault dessine tous les nouveaux bâtiments publics de la colonie d'abord seul puis à partir de cette date en association avec le sculpteur Anton Anreith (en) et l'architecte Herman Schutte (af). En 1795, il est ingénieur militaire en chef de la colonie du Cap. 
Durant l'occupation britannique de 1795 à 1803, Thibault perd tous ses privilèges. En 1799, le major Francis Dundas, gouverneur de la colonie, le charge cependant de réparer tous les édifices militaires puis son successeur, George Yonge, le nomme architecte chargé des travaux militaires. 
De 1803 à 1806, quand la colonie du Cap redevient sous administration batave, Thibault est nommé inspecteur des bâtiments publics et est confirmé à ce poste lors du retour de la souveraineté britannique en 1806. 
Durant les dernières années de sa vie, il est affecté à la surveillance de la construction des demeures situées sur la route entre Le Cap et Simonstown. 
Il décède d'une pneumonie le 15 novembre 1815 et est enterré au cimetière de Somerset.

### Famille
Le 2 avril 1786, Louis Michel Thibault épouse Elizabeth van Schoor (décédée en 1820). Le couple a cinq enfants :
1. Catharina Everdina Thibault (née en 1787), décédée vers l'âge de 8 ans
2. Maria Johanna Louisa Thibault née en 1788
3. Elisabeth Meinhardina Thibault née en 1790, 1 enfant  
  1. Catharina Maria Georgina Humphreys (née en 1829)
4. Louis Michel Adrien Thibault, né en 1792 et mort en bas âge

## Quelques réalisations architecturales

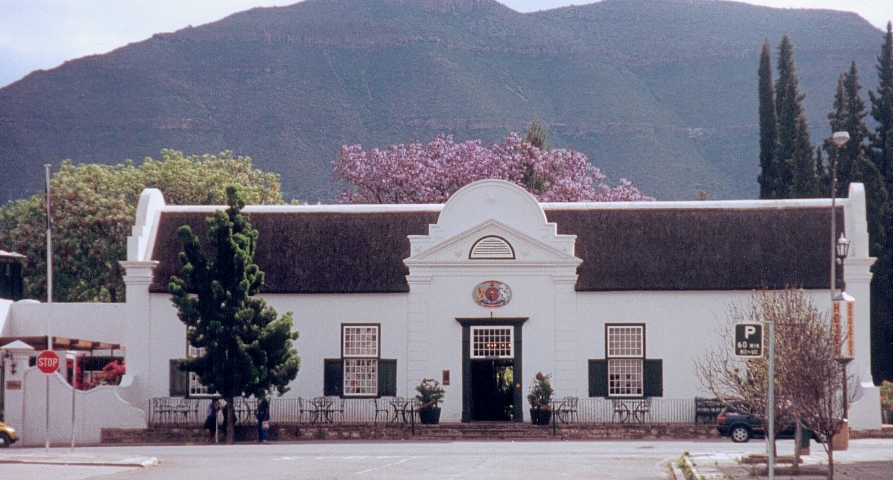
Le Drostdy de Graaff-Reinet

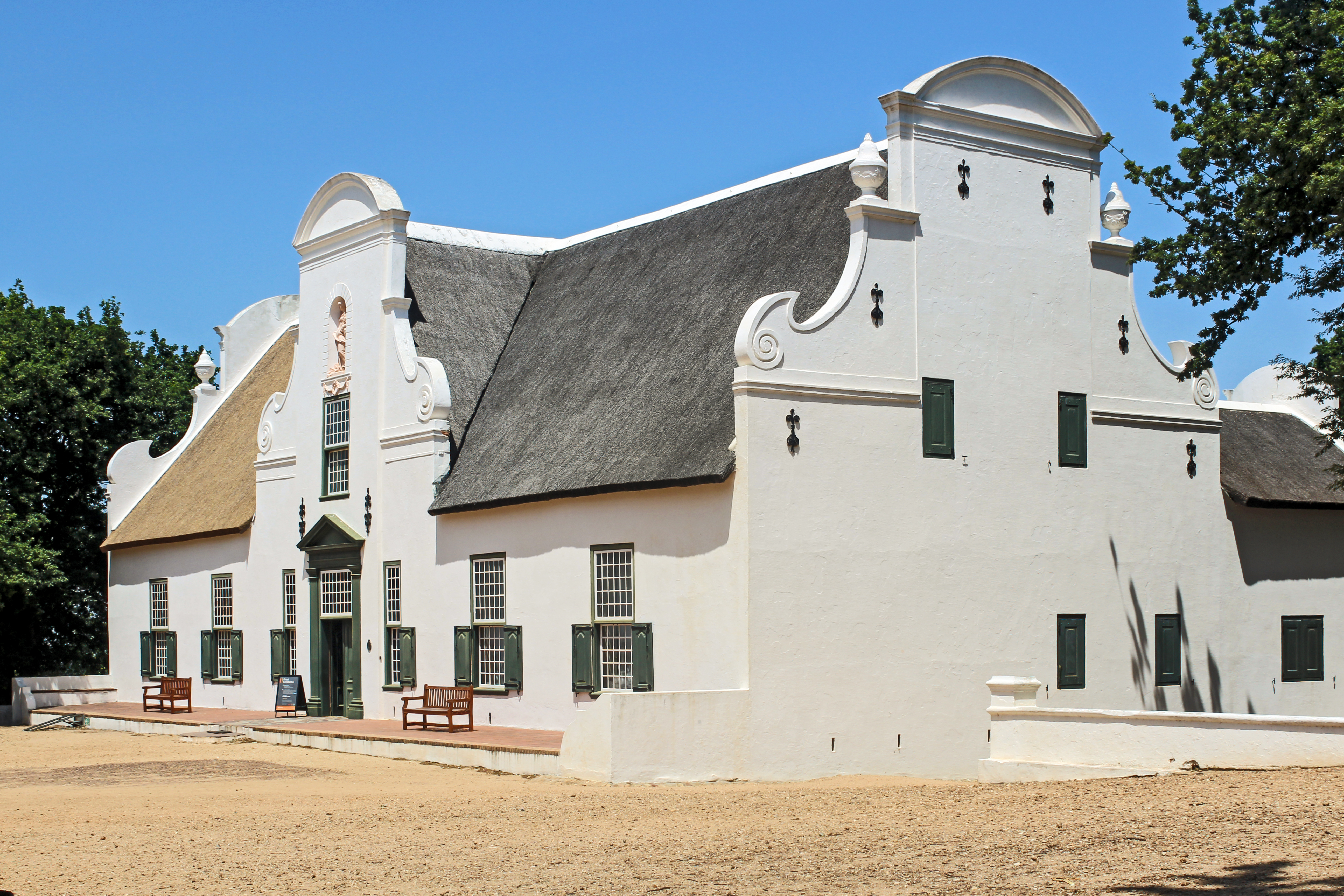
Manoir de Groot Constantia rénové par Louis-Michel Thibault

- le perron surmonté d'une marquise du château du Cap
- Loge maçonnique de Bonne Espérance (1801-03), le Cap
- Drostdy (1804-05), Graaff-Reinet
- Drostdy '1804-1807), Tulbagh
- Maison des douanes (1814), Le Cap
- Maison des esclaves convertie en cour suprême (1814-1815) puis en musée de l'histoire culturelle, Le Cap
- Façade du manoir Tokai, Constantia (1795)
- Koopmans-De Wet House, Le Cap
- Groot Constantia (rénovation de la façade en 1791)

## Sources
- Régiment DeMeuron
- DeMeuron Regiment
- Standard Encyclopaedia of Southern Africa vol.10 (Nasou, Cape Town 1974)  (ISBN 0 625 00326 8)